# Hans Frölicher
Hans Frölicher (Solothurn, 3 december 1887 - Bern, 30 januari 1961) was een Zwitsers diplomaat en advocaat. Hij was de Zwitserse ambassadeur in nazi-Duitsland tijdens de Tweede Wereldoorlog.

## Biografie

### Afkomst en opleiding
Hans Frölicher was een zoon van Max Frölicher en Margarete Stehli, die beiden uit textielfamilies uit Solothurn en Zürich stamden. Hij huwde de eerste maal in 1914 met Margareta Thormann, van wie hij in 1937 zou scheiden. Later hertrouwde hij met de Duitse Rosemarie Müller. Hij studeerde rechten in Zürich, München, Bern en Leipzig. In 1912 behaalde hij een doctoraat en werd hij advocaat.

### Diplomaat
Na zijn tijd in de advocatuur trad Frölicher toe tot de Zwitserse diplomatie. In 1918 ging hij aan de slag in Bern. Van 1930 tot 1934 was hij op de legatie in Berlijn. Vervolgens was hij van 1935 tot 1938 in Bern aan de slag als plaatsvervangend hoofd van de afdeling Buitenlandse Zaken, onder Paul Dinichert. Hij speelde een doorslaggevende rol in de Zwitserse erkenning van de Italiaanse soevereiniteit van Italiaans-Ethiopië na de Tweede Italiaans-Ethiopische Oorlog (1935-1936) en de snelle normalisering van de Spaans-Zwitserse verhoudingen na de overwinning van Francisco Franco in de Spaanse Burgeroorlog (1939).
In 1938 werd hij "vanwege zijn uitstekende relaties in de kringen die momenteel aan de macht zijn" door de Bondsraad benoemd tot ambassadeur in Duitsland, als opvolger van Paul Dinichert. Als ambassadeur in Berlijn was hij eerder geïnteresseerd in het glamoureuze leven dan in politieke analyse. Tot de val van het Derde Rijk in 1945 greep hij elke gelegenheid aan om de hoogwaardigheidsbekleders van het nazi-regime te ontmoeten, met name Ernst von Weizsäcker, teneinde de spanningen die tussen de twee landen ontstonden te verminderen. Zo bekritiseerde hij bepaalde linkse of vijandige journalisten van de nazi's, zoals Albert Oeri of Reto Caratsch, suggereerde hij dat Zwitserland zich zou terugtrekken uit de Volkenbond, steunde hij Eugen Birchers initiatief om medische missies naar het Oostfront te sturen. Hij verdedigde de Zwitserse belangen, maar beperkte tevens de reikwijdte van de Zwitserse reacties op het antisemitisch geweld en de Holocaust.
Na de oorlog werd hij in mei 1945 samen met de Zwitserse ambassadeur in Griekenland Pierre Bonna opzijgeschoven. Hij werd vervolgens hoofd van de vertegenwoordiging van de Duitse belangen in Zwitserland tot zijn pensionering in 1953. Ondanks de publicatie van zijn postume autobiografie Meine Aufgabe in Berlin in 1962 blijft zijn houding tussen 1938 en 1945 voorwerp van uiteenlopende meningen, wat ook wordt weerspiegeld in het theaterstuk Der Gesandte van Thomas Hürlimann uit 1991.